# Wybory generalne w Chile w latach 2009–2010
Wybory generalne w Chile w latach 2009–2010 – wybory prezydenckie i parlamentarne w Chile zorganizowane w grudniu 2009 i styczniu 2010. W I turze wyborów prezydenckich z 13 grudnia 2009 zwycięstwo odniósł kandydat obozu prawicowego, Sebastián Piñera (44% głosów), przed kandydatem lewicy, Eduardo Freiem (30% głosów). W II turze wyborów 17 stycznia 2010 pokonał on ponownie Freia, zdobywając 51,6% głosów. Piñera został pierwszym prawicowym prezydentem kraju od czasu rządów generała Augusto Pinocheta.
W wyborach parlamentarnych, prawicowa Koalicja na rzecz Zmiany zdobyła 58 mandatów w Izbie Deputowanych, o jeden więcej niż lewicowa koalicja Concertación. W Senacie obie koalicje zdobyły po 9 miejsc. 

## Organizacja wyborów

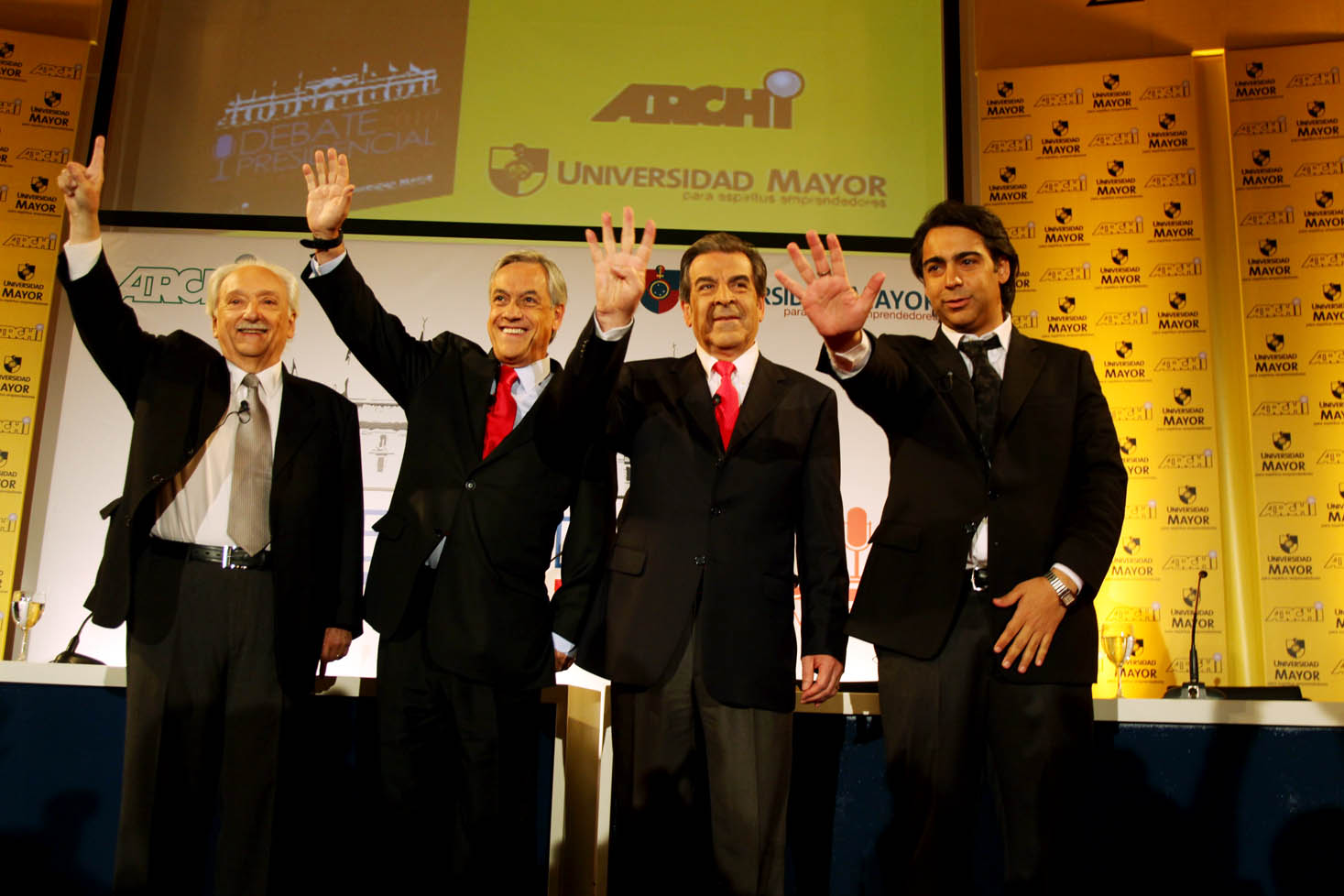
Czterej kandydaci w wyborach w 2009.

W wyborach prezydenckich obywatele Chile dokonali wyboru nowego szefa państwa, który 11 marca 2010 zastąpi na stanowisku prezydent Michelle Bachelet, rządzącą krajem od 2006 i wywodzącą się z centrolewicowej koalicji Concertación. Zgodnie z prawem, w przypadku nieuzyskania przez żadnego z kandydatów ponad połowy wszystkich głosów w I turze wyborów organizowana jest II tura głosowania. W wyborach parlamentarnych Chilijczycy wybierali, na okres 4-letniej kadencji, 120 członków Izby Deputowanych i 18 spośród 38 członków Senatu. 
System polityczny Chile zdominowany jest przez dwie wielkie koalicje partii politycznych: centrolewicą Concertación oraz prawicową Koalicję na rzecz Zmiany (Coalición por el Cambio) (blok prawicy zmieniał swoją nazwę na przestrzeni lat). 

## Kandydaci
Do udziału w wyborach prezydenckich w 2009 zarejestrowało się czworo kandydatów:
| Kandydat                | Koalicja (Partia Polityczna)                                  | Kandydatura |
| ----------------------- | ------------------------------------------------------------- | --- |
| Sebastián Piñera        | Koalicja na rzecz Zmiany (Odnowa Narodowa)                    | Piñera po raz pierwszy starał się o nominację prezydencką chilijskiej prawicy w 1993. W 1999 ponownie o nią zabiegał, lecz przegrał z Joaquínem Lavínem. Udało się mu dopiero w 2005. Przegrał wówczas w wyborach prezydenckich z kandydatką lewicy, Michelle Bachelet. W 2009 po raz drugi uzyskał nominację prezydencką. 8 sierpnia 2009 został oficjalnie nominowany przez własną partię, RN. 22 sierpnia 2009 uzyskał poparcie partii UDI (Unión Demócrata Independiente). 29 marca 2009 poparła go partia CH1 (Chile Primero). 9 września 2009 zarejestrował swoją kandydaturę w komisji wyborczej.                                                                    |
| Eduardo Frei Ruiz-Tagle | Concertación (PDC, Chrześcijańsko-Demokratyczna Partia Chile) | Eduardo Frei, prezydent Chile w latach 1994-2000, w grudniu 2008 został wybrany kandydatem prezydenckim swojej partii PDC. W styczniu 2009 swoim kandydatem wybrały go Socjalistyczna Partia Chile (PS) oraz Partia dla Demokracji (PD). Ponieważ czwarta z partii tworzących koalicję, Socjaldemokratyczna Partia Radykalna (PRSD), wybrała własnego kandydata, José Antonio Gómeza, konieczne stało się przeprowadzenie prawyborów. W prawyborach w kwietniu 2009 Frei uzyskał 65% głosów, pokonując rywala. 22 sierpnia 2009 został ogłoszony oficjalnym kandydatem Concertación w wyborach w 2009. 12 września 2009 zarejestrował swoją kandydaturę w komiji wyborczej. |
| Marco Enríquez-Ominami  | kandydat niezależny                                           | Marco Enríquez-Ominami, członek Socjalistycznej Partii Chile (PS), 15 grudnia 2008 ogłosił gotowość do rywalizacji w partyjnych prawyborach, ostatecznie jednak nie uczynił tego. 8 stycznia 2009 ogłosił udział w prawyborach Concertación jako kandydat niezależny, jednak i tym razem nie przedłożył ostatecznie swojej kandydatury. 13 czerwca 2009 wystąpił z PS i ogłosił start w wyborach prezydenckich jako kandydat niezależny. We wrześniu 2009 uzyskał poparcie ze strony chilijskiej partii zielonych, Partido Ecologista i Partii Humanistycznej. 10 września 2009 zarejestrował swoją kandydaturę w komisji wyborczej.                                        |
| Jorge Arrate            | Juntos Podemos Más (PCCH, Komunistyczna Partia Chile)         | Jorge Arrate 26 kwietnia 2009 uzyskał nominację prezydencką z ramienia skrajnie lewicowego bloku Juntos Podemos Más. Dzień wcześniej, jako kandydat bezpartyjny, wygrał prawybory, pokonując kandydata Partii Humanistycznej (PH), Tomása Hirscha. Przed prawyborami uzyskał wsparcie ze strony kandydata Komunistycznej Partii Chile (PCCH), który wycofał na jego rzecz swoją kandydaturę. W lipcu Arrate wstąpił w szeregi PCCH. W tym samym miesiącu poparcie dla niego wycofała PH. 9 września 2009 zarejestrował swoją kandydaturę w komisji wyborczej. |

## Kampania wyborcza

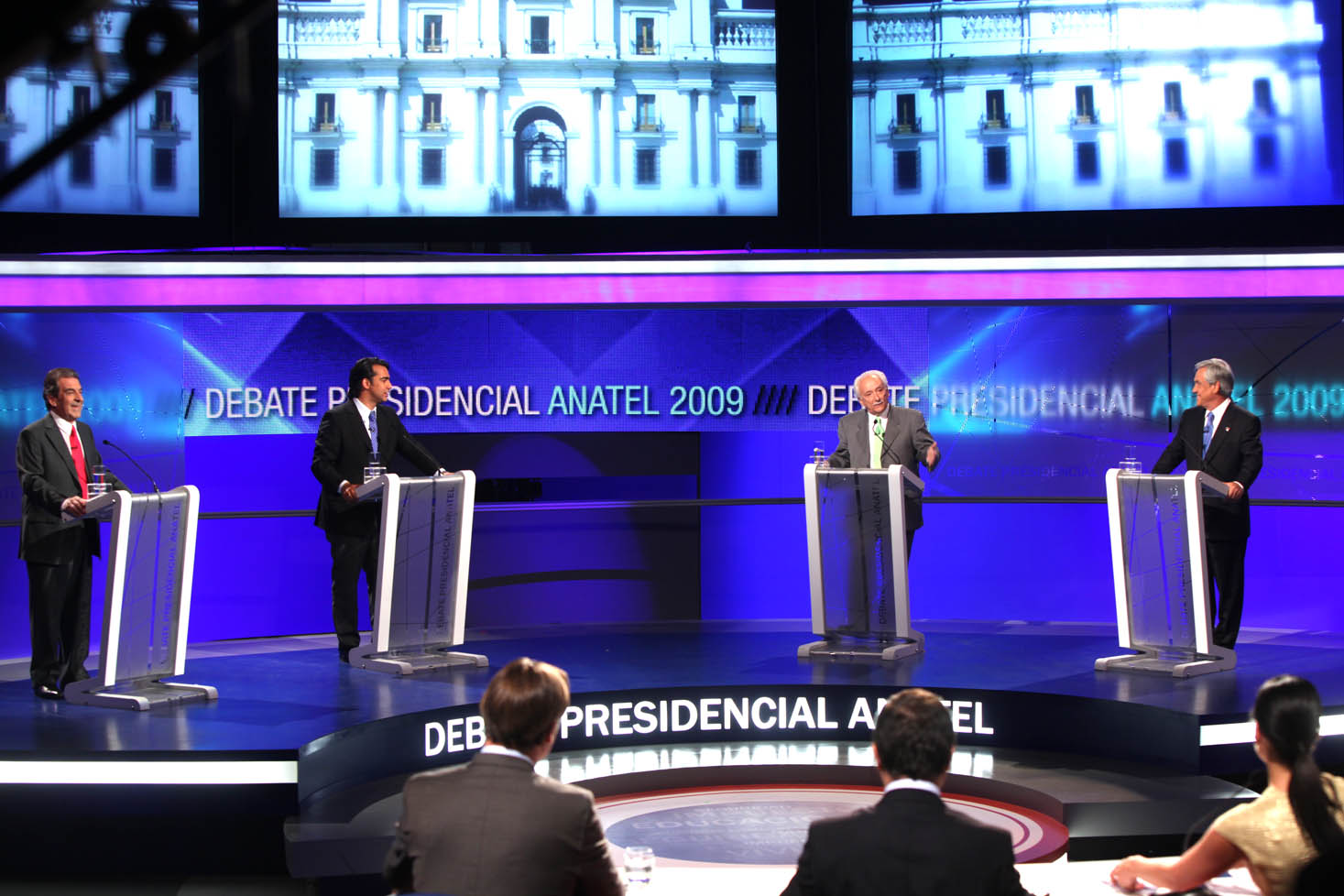
Prezydencka debata telewizyjna, listopad 2009.

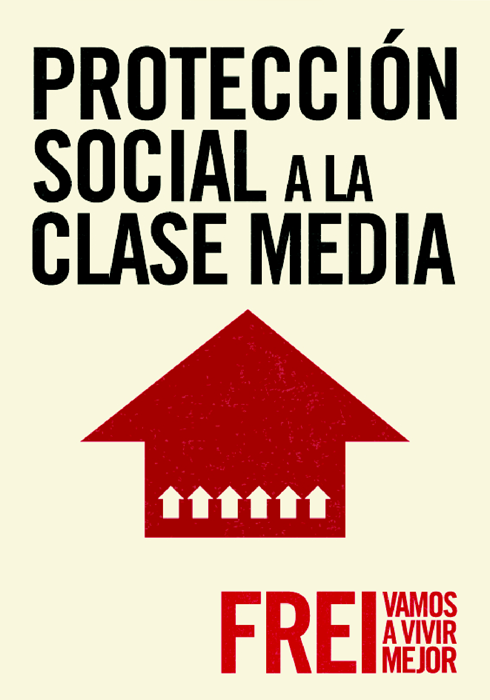
Plakat wyborczy Eduarda Freia.

Kampania wyborcza w Chile rozpoczęła się 14 września 2009 i trwała do końca wyborów. W jej trakcie główni kandydaci do prezydentury zaprezentowali swoje programy wyborcze. 
Sebastián Piñera podkreślał rolę sektora prywatnego w pobudzaniu gospodarki i tworzeniu miejsc pracy. W swoim programie zawarł postulaty: osiągnięcia przez Chile wzrostu gospodarczego rzędu 6% rocznie i stworzenia miliona miejsc pracy w latach 2010-2014; systemu zachęt dla sektora prywatnego, szczególnie małego i średniego biznesu, dla tworzenia miejsc pracy; poprawy zarządzania spółek państwowych i decentralizacji państwa, wprowadzenia nowych regulacji dla giełdy i banków; wstrzymania inwestycji w alternatywne źródła energii i badania górnicze; akceptacji dla zawierania jednopłciowych związków partnerskich, przy sprzeciwie dla małżeństw homoseksualnych. 
Eduardo Frei w swoim programie podkreślał rolę państwa w gospodarce i życiu społecznym. Opowiadał się za:  kontynuacją polityki społecznej prezydent Bachelet i rozszerzeniem jej na klasę średnią; wprowadzeniem reform na rynku pracy, które umożliwiłyby tworzenie większej liczby związków zawodowych w celu ochrony praw pracowniczych; stopniowym zmniejszaniem składki zdrowotnej z poziomu 7%; inwestycjami w alternatywne źródła energii i energię nuklearną; określeniem maksymalnych zysków prywatnych funduszy zdrowotnych; wprowadzeniem równych praw dla związków jednopłciowych i otwartą debatą na temat aborcji. 
Trzeci z kandydatów, Marco Enríquez-Ominami, który opuścił szeregi lewicy i startował jako kandydat niezależny, postulował w swoim programie: zwiększenie roli państwa w sektorze zdrowotnym, edukacyjnym, transporcie i sprawach społecznych; podniesienie podatków dla sektora wydobywczego z 5 do 8%; podniesienie podatków dla elektrowni hydroelektrycznych oraz przemysłu leśniczego i rybołówstwa; podniesienie akcyzy na alkohol i papierosy; likwidację ulg podatkowych; wprowadzenie regulacji dotyczących telewizji cyfrowej; akceptację dla związków jednopłciowych; zmianę systemu rządzenia z prezydenckiego na półprezydencki i utworzenie stanowiska premiera. 

## Wyniki wyborów

### Wybory prezydenckie
- I tura wyborów

13 grudnia 2009, w dniu wyborów parlamentarnych i I tury wyborów prezydenckich, lokale wyborcze w Chile otwarte były od godziny 7:00 do 16:00. Według oficjalnych wyników wyborów prezydenckich, zwycięstwo odniósł w nich Sebastián Piñera, zdobywając 44,05% głosów poparcia. Drugie miejsce zajął Eduardo Frei (29,60% głosów), który razem z Piñerą przeszedł do II tury wyborów. Trzecie miejsce, z wynikiem 20,13% głosów, zajął Marco Enríquez-Ominami, a czwarte Jorge Arrate (6,21%). 
Piñera stwierdził po swoim zwycięstwie, że „jest to triumf dla zmian, przyszłości i nadziei”. Enríquez-Ominami ze swojej strony nie udzielił poparcia przed II turą wyborów żadnemu z kandydatów, określając zarówno Piñerę jak i Freia mianem „dinozaurów”, którzy tkwią w przeszłości. Arrate zadeklarował natomiast wsparcie kandydatury Freia. Według sondaży, Sebastian Piñera pozostawał faworytem do wygranej w II turze wyborów prezydenckich. 
| Kandydat - Partia polityczna | Kandydat - Partia polityczna        | Liczba głosów | %      |
| ---------------------------- | ----------------------------------- | ------------- | ------ |
|                              | Sebastián Piñera (RN)               | 3 056 526     | 44.05% |
|                              | Eduardo Frei Ruiz-Tagle (PDC)       | 2 053 514     | 29,60% |
|                              | Marco Enríquez-Ominami (niezależny) | 1 396 655     | 20,13% |
|                              | Jorge Arrate (PCCH)                 | 430 824       | 6,21%  |
| Głosy nieważne/puste         | Głosy nieważne/puste                | 167 229       |        |
| Razem                        | Razem                               | 7 021 630     | 100%   |
| Źródło:                      |                                     |               |        |

- II tura wyborów

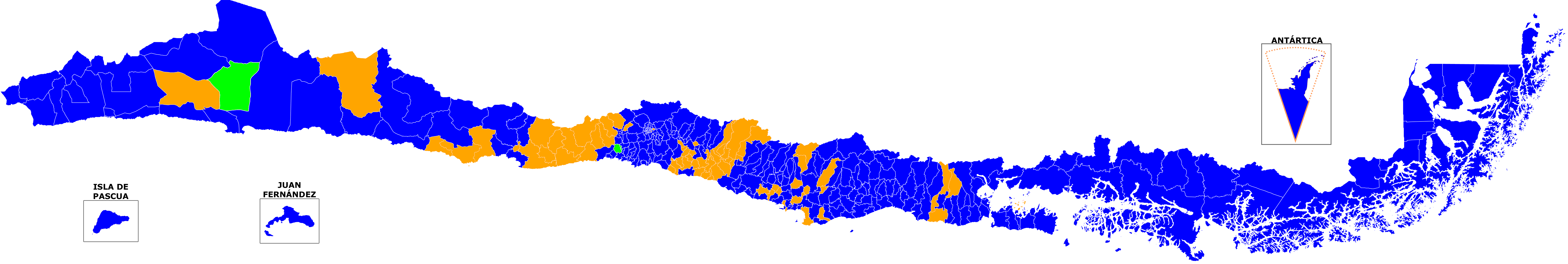
Zwycięzcy I tury wyborów według okręgów: niebieski - Piñera, czerwony - Frei, zielony - Enríquez-Ominami.

13 stycznia 2010, wobec utrzymującej się w sondażach przewagi Sebastiána Piñery, Enríquez-Ominami zdecydował się na poparcie kandydatury Freia, nie wymieniając jednak przy tym jego nazwiska. 
W II turze wyborów z 17 stycznia 2010 zwycięstwo odniósł Piñera, zdobywając 51,6% głosów. Było to pierwsze zwycięstwo prawicy w wyborach prezydenckich od ponad 50 lat. Piñera obejmie urząd 11 marca 2010, zostając tym samym pierwszym prawicowym prezydentem Chile od czasu upadku dyktatury Augusto Pinocheta w 1990. Po zwycięstwie stwierdził, że „dla Chile nadchodzą lepsze czasy”. Powiedział, że po 20 latach zmiana władzy będzie korzystna dla kraju, porównując ją do „otwarcia okna w domu w celu wpuszczenia świeżego powietrza”. Frei zaakceptował swoją porażkę, oświadczając, że lewica „będzie stała na straży wolności obywatelskich i wszystkich zdobyczy socjalnych”. 

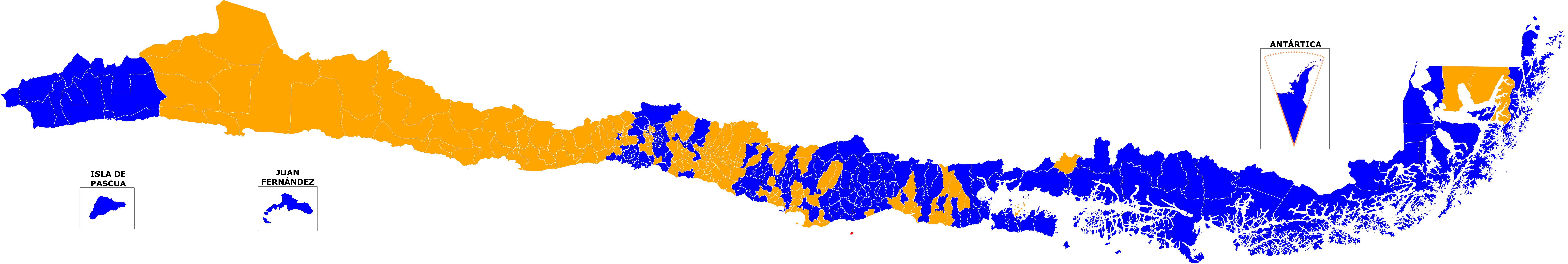
Zwycięzcy II tury wyborów według okręgów: niebieski - Piñera, czerwony - Frei.

| Kandydat - Partia polityczna | Kandydat - Partia polityczna  | Liczba głosów | %      |
| ---------------------------- | ----------------------------- | ------------- | ------ |
|                              | Sebastián Piñera (RN)         | 3 563 050     | 51,60% |
|                              | Eduardo Frei Ruiz-Tagle (PDC) | 3 340 308     | 48,39% |
| Głosy nieważne/puste         | Głosy nieważne/puste          | 242 127       |        |
| Razem                        | Razem                         | 7 145 485     | 100%   |
| Źródło:                      |                               |               |        |

### Wybory parlamentarne

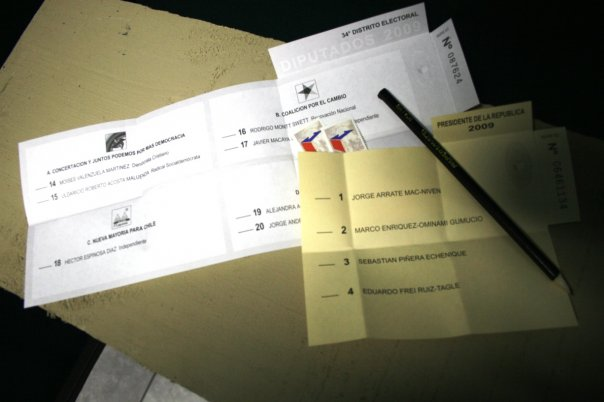
Karty wyborcze w Chile.

W wyborach do Izby Deputowanych 58 mandatów zdobyła prawicowa Koalicja na rzecz Zmiany; 57 mandatów startująca wspólnie z Juntos Podemos Más lewicowa Concertación; 2 mandaty zdobyli kandydaci niezależni, a 3 koalicja Chile Limpio Vote Feliz. W wyborach do Senatu po 9 mandatów zdobyła Koalicja na rzecz Zmiany i Concertación.
- Wybory do Izby Deputowanych

| Lista                 | Partia                                          | Liczba głosów | %      | Mandaty |  |
| --------------------- | ----------------------------------------------- | ------------- | ------ | ------- |  |
| A                     | Concertación i Juntos Podemos Más               | 2 845 769     | 44,41  | 57      |  |
| A                     | Chrześcijańsko-Demokratyczna Partia Chile (PDC) | 916 498       | 14,30  | 19      |  |
| A                     | Partia dla Demokracji (PD)                      | 809 557       | 12,63  | 18      |  |
| A                     | Socjalistyczna Partia Chile (PS)                | 641 429       | 10,01  | 11      |  |
| A                     | Socjaldemokratyczna Partia Radykalna (PRSD)     | 240 663       | 3,75   | 5       |  |
| A                     | Komunistyczna Partia Chile (PCCH)               | 125 420       | 1,95   | 3       |  |
| A                     | Niezależni z listy A                            | 112 202       | 1,75   | 1       |  |
| B                     | Koalicja na rzecz Zmiany                        | 2 782 858     | 43,42  | 58      |  |
| B                     | Unión Demócrata Independiente (UDI)             | 1 482 004     | 23,12  | 36      |  |
| B                     | Renovación Nacional (RN)                        | 1 139 533     | 17,78  | 19      |  |
| B                     | Chile Primero (CH1)                             | 17 235        | 0,26   | 0       |  |
| B                     | Niezależni z listy B                            | 144 086       | 2,24   | 3       |  |
| C                     | Nowa Większość na rzecz Chile                   | 291 748       | 4,55   | 0       |  |
| C                     | Partia Humanistyczna (PH)                       | 92 929        | 1,45   | 0       |  |
| C                     | Partido Ecologista                              | 3 694         | 0,05   | 0       |  |
| C                     | Niezależni z listy C                            | 195 125       | 3,04   | 0       |  |
| D                     | Chile Limpio Vote Feliz                         | 345 508       | 5,39   | 3       |  |
| D                     | Partido Regionalista de los Independientes      | 256 818       | 4,00   | 3       |  |
| D                     | Movimiento Amplio Social                        | 25 393        | 0,39   | 0       |  |
| D                     | Niezależni z listy D                            | 63 297        | 0,98   | 0       |  |
| E                     | Niezależni (spoza list A-D)                     | 141 939       | 2,21   | 2       |  |
| Liczba głosów ważnych | Liczba głosów ważnych                           | 6 407 822     | 100    | 120     |  |
| Głosy nieważne        | Głosy nieważne                                  | 429 264       | 6,19   |         |  |
| Głosy puste           | Głosy puste                                     | 197 771       | 2,77   |         |  |
| Razem                 | Razem                                           | 7,034,857     | 100.00 |         |  |
| Źródło:               |                                                 |               |        |         |  |

- Wybory do Senatu

| Lista                 | Partia                                          | Liczba głosów | %     | Nowe mandaty (wybory 2009) | Stare mandaty (wybory 2005) | Mandaty ogółem |  |
| --------------------- | ----------------------------------------------- | ------------- | ----- | -------------------------- | --------------------------- | -------------- |  |
| A                     | Concertación i Juntos Podemos Más               | 769 893       | 43,37 | 9                          | 10                          | 19             |  |
|                       | Chrześcijańsko-Demokratyczna Partia Chile (PDC) | 297 961       | 16,79 | 4                          | 5                           | 9              |  |
|                       | Partia dla Demokracji (PD)                      | 242 142       | 13,64 | 3                          | 1                           | 4              |  |
|                       | Socjalistyczna Partia Chile (PS)                | 163 995       | 9,24  | 2                          | 3                           | 5              |  |
|                       | Socjaldemokratyczna Partia Radykalna (PRSD)     | 65 795        | 3,71  | 0                          | 1                           | 1              |  |
| B                     | Koalicja na rzecz Zmiany                        | 800 047       | 45,07 | 9                          | 7                           | 16             |  |
|                       | Renovación Nacional (RN)                        | 354 615       | 19,98 | 5                          | 2                           | 7              |  |
|                       | Unión Demócrata Independiente (UDI)             | 378 509       | 21,32 | 3                          | 5                           | 8              |  |
|                       | Niezależni z listy B                            | 66 923        | 3,77  | 1                          | 0                           | 1              |  |
| C                     | Nowa Większość na rzecz Chile                   | 87 202        | 4,91  | 0                          | 0                           | 0              |  |
|                       | Partia Humanistyczna (PH)                       | 12 421        | 0,70  | 0                          | 0                           | 0              |  |
|                       | Niezależni z listy C                            | 74 781        | 4,21  | 0                          | 0                           | 0              |  |
| D                     | Chile Limpio Vote Feliz                         | 113 595       | 6,40  | 0                          | 0                           | 0              |  |
|                       | Partido Regionalista de los Independientes      | 42 497        | 2,39  | 0                          | 0                           | 0              |  |
|                       | Niezależni z listy D                            | 71 098        | 4,01  | 0                          | 0                           | 0              |  |
| E                     | Niezależni (spoza list A-D)                     | 4 254         | 0,24  | 0                          | 3                           | 3              |  |
| Liczba głosów ważnych | Liczba głosów ważnych                           | 1 774 991     | 100   | 18                         | 20                          | 38             |  |
| Głosy nieważne        | Głosy nieważne                                  | 97 209        | 5,05  |                            |                             |                |  |
| Głosy puste           | Głosy puste                                     | 50 820        | 2,64  |                            |                             |                |  |
| Razem                 | Razem                                           | 1 923 020     | 100   |                            |                             |                |  |
| Źródło:               |                                                 |               |       |                            |                             |                |  |

## Sondaże przedwyborcze

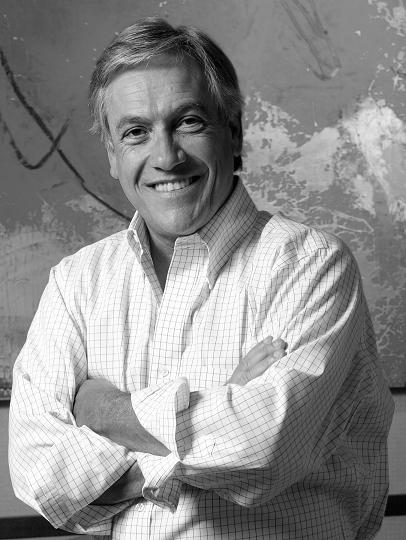
Sebastián Piñera.

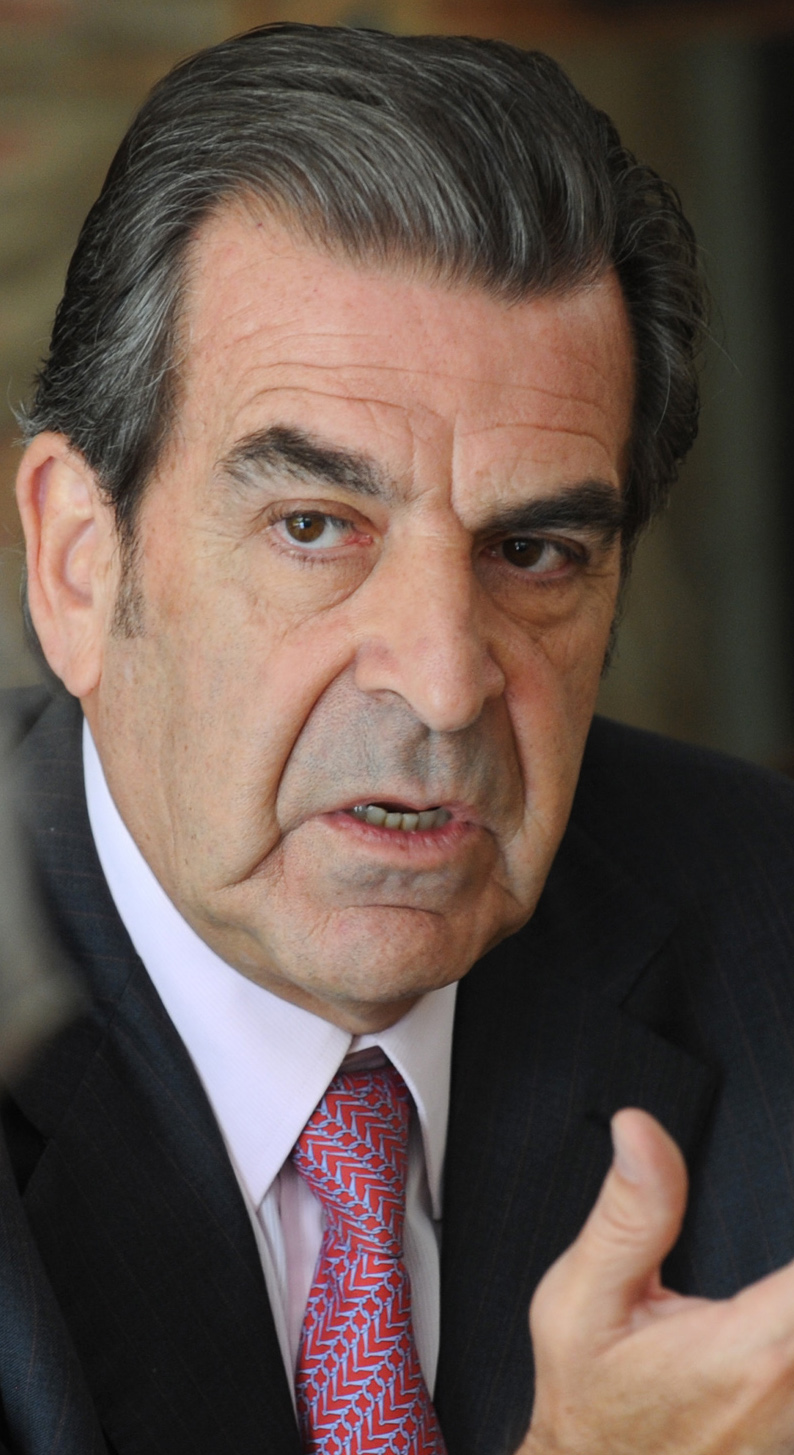
Eduardo Frei.

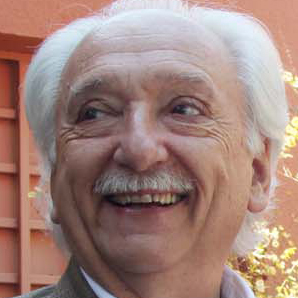
Jorge Arrate.

| Ośrodek                    | Data przeprowadzenia sondażu      | Data publikacji      | Arrate | MEO   | Frei  | Navarro | Piñera | Zaldívar | Inni | Żaden | Źródła                                                                  |
| -------------------------- | --------------------------------- | -------------------- | ------ | ----- | ----- | ------- | ------ | -------- | ---- | ----- | ----------------------------------------------------------------------- |
| CEP                        | 19 listopada- 11 grudnia 2008     | 30 grudnia 2008      | —      | —     | 31    | 4       | 41     | 3        | 0    | 21    | Źródło                                                                  |
| La Segunda                 | 18 grudnia 2008                   | 19 grudnia 2008      | —      | —     | 36    | 3       | 46     | 3        | 0    | 12    | Źródło                                                                  |
| La Segunda                 | 6 kwietnia 2009                   | 7 kwietnia 2009      | 1      | 4     | 33    | 3       | 43     | 4        | 0    | 12    | Źródło                                                                  |
| La Tercera                 | 6-7 kwietnia 2009                 | 12 kwietnia 2009     | —      | 3     | 33    | 5       | 42     | 2        | 0    | 15    | Źródło                                                                  |
| Imaginacción               | 4-26 kwietnia 2009                | 11 maja 2009         | —      | 10.5  | 32.4  | 3.2     | 38.3   | 4.4      | 0    | 11.2  | Źródło. imaginaccion.cl. [zarchiwizowane z tego adresu (2009-05-21)].   |
| TNS Time                   | 1-30 kwietnia 2009                | 5 maja 2009          | —      | 14    | 29    | 4       | 36     | 3        | 0    | 14    | Źródło                                                                  |
| La Tercera                 | 21-23 kwietnia 2009               | 26 kwietnia 2009     | —      | 10    | 28    | 3       | 35     | 3        | 1    | 20    | Źródło                                                                  |
| Ipsos                      | kwiecień 2009                     | kwiecień 2009        | 0.3    | 5.1   | 25.4  | —       | 43.3   | —        | —    | 25.9  | Źródło                                                                  |
| La Segunda                 | 14 maja 2009                      | 15 maja 2009         | 1      | 14    | 27    | 1       | 42     | 3        | 0    | 12    | Źródło                                                                  |
| Imaginacción               | 2-30 maja 2009                    | 11 czerwca 2009      | 0.5    | 20.9  | 29.9  | 2.4     | 34.9   | 3.2      | 0    | 8.2   | Źródło                                                                  |
| TNS Time                   | 4-30 maja 2009                    | 2 czerwca 2009       | 1      | 24    | 25    | 1       | 33     | 2        | 0    | 14    | Źródło                                                                  |
| CEP                        | 14 maja- 3 czerwca 2009           | 18 czerwca 2009      | 1      | 14    | 30    | 1       | 34     | 1        | 1    | 19    | (Źródło)                                                                |
| CEP                        | 14 maja- 3 czerwca 2009           | 18 czerwca 2009      | 1      | 13    | 30    | 1       | 37     | 1        | 1    | 16    | (Źródło)                                                                |
| Ipsos                      | 18 maja- 1 czerwca 2009           | 9 czerwca 2009       | 1.4    | 20.6  | 24.9  | 1.3     | 34.4   | 1.1      | 0.1  | 16.2  | Źródło                                                                  |
| Imaginacción               | 1-30 czerwca 2009                 | 14 lipca 2009        | 2.3    | 21.5  | 28.2  | 0.9     | 35.9   | 1.8      | 0    | 9.4   | Źródło. imaginaccion.cl. [zarchiwizowane z tego adresu (2009-08-06)].   |
| Mori                       | 27 czerwca- 9 lipca 2009          | 23 lipca 2009        | 1      | 13    | 21    | 2       | 43     | 1        | 0    | 19    | Źródło                                                                  |
| La Segunda                 | 8 lipca 2009                      | 10 lipca 2009        | 2      | 15    | 27    | 1       | 38     | 2        | 0    | 15    | Źródło                                                                  |
| Imaginacción               | 1-31 lipca 2009                   | 12 sierpnia 2009     | 3.5    | 21.9  | 26.7  | 0.6     | 36.7   | 1.1      | 0    | 9.5   | Źródło                                                                  |
| La Tercera                 | 20-22 lipca 2009                  | 26 lipca 2009        | 2      | 21    | 25    | 1       | 30     | 1        | 0    | 20    | Źródło. papeldigital.info. [zarchiwizowane z tego adresu (2009-03-24)]. |
| CERC                       | 17 lipca- 3 sierpnia 2009         | 12 sierpnia 2009     | 1      | 14    | 25    | 1       | 39     | 0        | 0    | 20    | Źródło                                                                  |
| Ipsos                      | 24 lipca- 6 sierpnia 2009         | 19 sierpnia 2009     | 1.5    | 20.6  | 22.9  | 0.5     | 35.6   | 1.0      | 0.6  | 17.3  | Źródło                                                                  |
| Direct Media               | 5-6 sierpnia 2009                 | 12 sierpnia 2009     | 1.63   | 15.48 | 21.28 | 0.63    | 34.43  | 0.69     | 0    | 25.86 | Źródło. elmostrador.cl. [zarchiwizowane z tego adresu (2016-01-14)].    |
| La Segunda                 | 12 sierpnia 2009                  | 14 sierpnia 2009     | 1      | 20    | 24    | 0       | 39     | 1        | 0    | 15    | Źródło                                                                  |
| Imaginacción               | 1-29 sierpnia 2009                | 14 września 2009     | 2.3    | 20.5  | 28.2  | 0.9     | 37.8   | 1.5      | 0    | 10.3  | Źródło. imaginaccion.cl. [zarchiwizowane z tego adresu (2009-10-07)].   |
| CEP                        | 30 lipca- 20 sierpnia 2009        | 3 września 2009      | 1      | 16    | 30    | 1       | 35     | 1        | 0    | 16    | (Źródło)                                                                |
| CEP                        | 30 lipca-20 sierpnia 2009         | 3 września 2009      | 1      | 17    | 28    | 1       | 37     | 1        | 0    | 15    | (Źródło)                                                                |
| Imaginacción               | 1-30 września 2009                | 14 października 2009 | 4.5    | 20.4  | 25.7  | 0.3     | 38.4   | 1.4      | 0    | 9.3   | Źródło                                                                  |
| La Segunda                 | 24 września 2009                  | 25 września 2009     | 4      | 19    | 23    | —       | 39     | —        | —    | 15    | Źródło                                                                  |
| Ipsos                      | 16 września-6 października 2009   | 21 października 2009 | 3.7    | 17.8  | 27.2  | —       | 36.7   | —        | 0.3  | 14.3  | Źródło                                                                  |
| UDP                        | 21 września- 13 października 2009 | 28 października 2009 | 4.1    | 17.3  | 23.7  | 0.6     | 30.3   | —        | —    | 24.0  | Źródło. udp.cl. [zarchiwizowane z tego adresu (2009-11-24)].            |
| La Tercera                 | 5-8 października 2009             | 10 października 2009 | 6      | 24    | 20    | —       | 39     | —        | —    | 11    | Źródło                                                                  |
| CERC                       | 2-13 października 2009            | 20 października 2009 | 3      | 20    | 20    | —       | 41     | —        | —    | 16    | Źródło                                                                  |
| El Mercurio-Opina          | 10-12 października 2009           | 18 października 2009 | 4.9    | 21.5  | 22.8  | —       | 38.0   | —        | —    | 12.7  | Źródło                                                                  |
| Giro País-Subjetiva        | 9-20 października 2009            | 31 października 2009 | 4.7    | 19.3  | 28.6  | —       | 36.9   | —        | —    | 10.5  | Źródło                                                                  |
| Imaginacción               | 1-31 października 2009            | 16 listopada 2009    | 6.4    | 22.3  | 27.0  | —       | 37.8   | —        | —    | 6.5   | Źródło                                                                  |
| CEP                        | 8-30 października 2009            | 11 listopada 2009    | 4      | 17    | 26    | —       | 35     | —        | —    | 18    | (Źródło)                                                                |
| CEP                        | 8-30 października 2009            | 11 listopada 2009    | 5      | 19    | 26    | —       | 36     | —        | —    | 14    | (Źródło)                                                                |
| El Mercurio-Opina          | 3-4 listopada 2009                | 7 listopada 2009     | 6.1    | 20.4  | 21.5  | —       | 38.0   | —        | —    | 14.0  | Źródło                                                                  |
| Universidad del Desarrollo | 18 listopada                      | 30 listopada 2009    | 7      | 20    | 23    | —       | 38     | —        | —    | 11    | [ 30 ]                                                                  |

| Legenda | Legenda                     |
| ------- | --------------------------- |
| —       | Brak nazwiska w sondażu     |
|         | Wygrana w I turze wyborów   |
|         | Szansa na wygraną w I turze |
|         | Wejście do II tury wyborów  |
|         | Szansa na II turę wyborów   |